# Lijst van hoogste gebouwen van Groningen (stad)
In deze lijst staan de dertig hoogste voltooide gebouwen in de Nederlandse stad Groningen vermeld.

## Huidige gebouwen

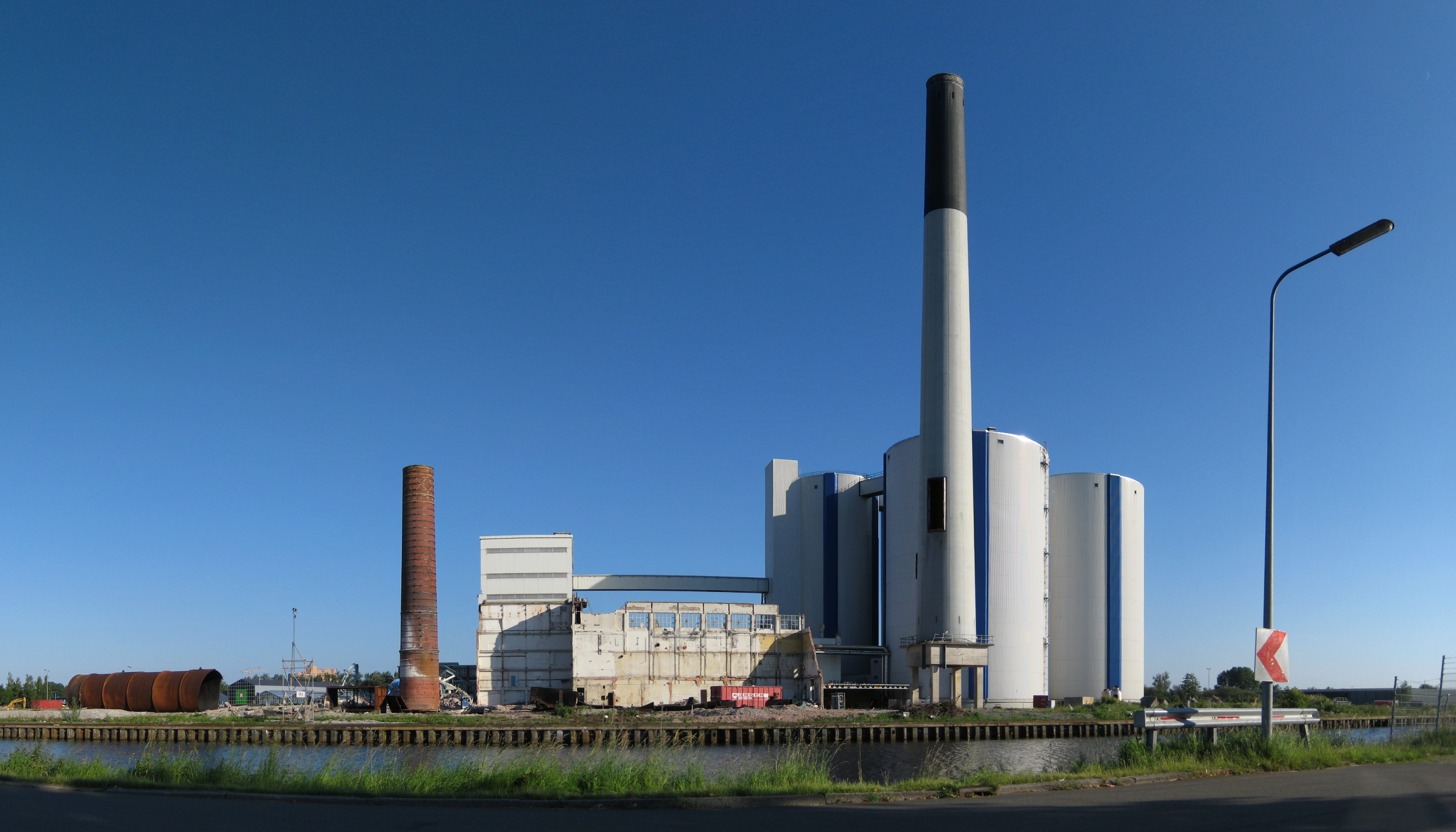
De voormalige fabriek van de Suiker Unie, met de 100 m hoge schoorsteen (2010)

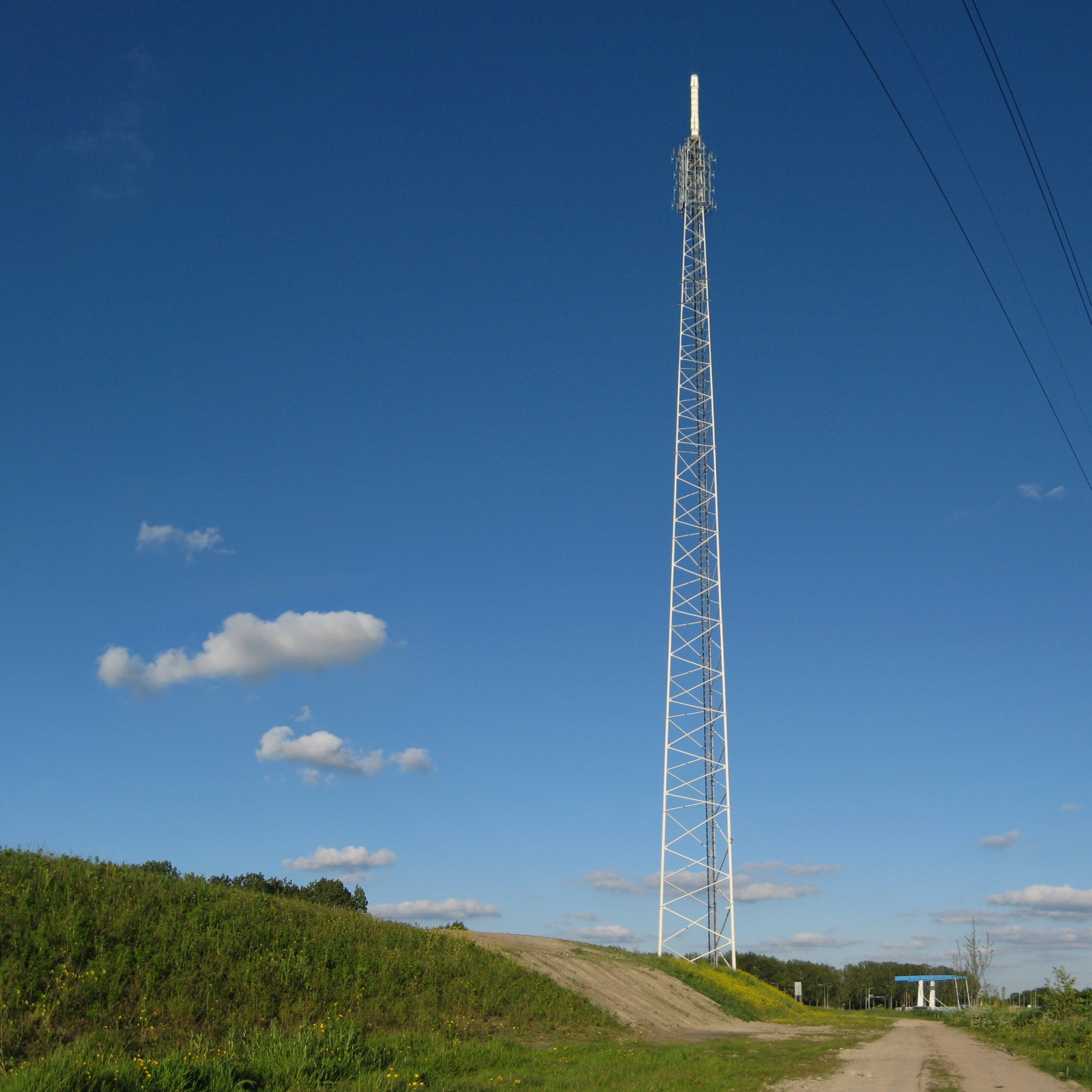
De zendmast aan het Winschoterdiep, sinds 2006 met 132 meter het hoogste bouwwerk van de stad Groningen (2010)

In onderstaande lijst worden alleen gebouwen vermeld van 50 meter en hoger.
| Naam                                               | Hoogte   | Voltooid    | Verdiepingen | Architect                                                 | Foto |
| -------------------------------------------------- | -------- | ----------- | ------------ | --------------------------------------------------------- | ---- |
| Martinitoren                                       | 97 m     | 1482/1627   | n.v.t.       | onbekend/Garwen Peters (1627)                             |      |
| Kempkensberg                                       | 92 m     | 2011        | 24           | UNStudio                                                  |      |
| Gasuniegebouw                                      | 89 m     | 1994        | 18           | Architectenbureau Alberts en Van Huut                     |      |
| Stoker en Brander                                  | 80 m     | 2010        | 24           | Claus en Kaan                                             |      |
| Akerk                                              | 76 m     | ± 1200/1718 | n.v.t.       | onbekend/Allert Meijer (1718)                             |      |
| Sint-Jozefkathedraal                               | 76 m     | 1887        | n.v.t.       | Pierre en Jos Cuypers                                     |      |
| Tasmantoren (Waterknoop of "Arc de Triomphe")      | 75 m     | 2010        | 23           | Scheffer en Van Der Wal                                   |      |
| Studentenhuisvesting Reitdiep                      | 74 m     | 2020        | 23           | INBO                                                      |      |
| La Liberté                                         | 72 m     | 2011-2012   | 21           | Dominique Perrault                                        |      |
| De Helix                                           | 72 m     | 2019        | 22           | De Unie Architecten                                       |      |
| House of Groningen (Pleione)                       | 70 m     | 2021        | 22           | AAS architecten                                           |      |
| Academietoren                                      | 65,5 m   | 1909        | n.v.t.       | Jan Vrijman                                               |      |
| Polaris                                            | 65 m     | 2018        | 21           | Van Ringen                                                |      |
| Crossroads (Gebouw C)                              | 65 m     | 2023        | 20           | Van Ringen                                                |      |
| Atlas                                              | 55 m     | 2021        | 17           | AAS Architecten                                           |      |
| De Rokade                                          | 63,1 m   | 2007        | 21           | Arons en Gelauff                                          |      |
| De Groenling                                       | 62 m     | 2012        | 20           | Noordeloos                                                |      |
| Libertas                                           | 60 m     | 2023        | 18           | Kenk architecten                                          |      |
| Orion (Morgenster)                                 | 58,5 m   | 2009        | 17           | Roeleveld-Sikkes                                          |      |
| Watertoren Hofstede de Grootkade                   | 56,3 m   | 1912        | n.v.t.       | J.A. Mulock Houwer                                        |      |
| London (blok West van de Kop van Oost)             | 56,1 m   | 2009        | 17           | Mecanoo                                                   |      |
| RuG Faculteitsgebouw Medische Wetenschappen (UMCG) | 56 m     | 1972        | 14           |                                                           |      |
| De Regentes                                        | 55,5 m   | 2001        | 19           | Bonnema Architecten Abe Bonnema                           |      |
| Zwarte Doos                                        | 55 m     | 1976        | 14           | Van Linge en Kleinjan (verbouwing door Team4 Architecten) |      |
| Dinkelpark                                         | 53,9 m   | 2008        | 17           | De Zwarte Hond                                            |      |
| Fortuna                                            | 53 m     | 2008        | 17           | Noordeloos                                                |      |
| Cortinghborg                                       | 50 m     | 2014        | 16           | De Unie Architecten                                       |      |
| Marquant                                           | 50 m     | 2009        | 15           | Dam & Partners                                            |      |
| Kantoor Menzis                                     | 50 m     | 2005        | 12           |                                                           |      |
| Campertoren                                        | 50 m     | 1997        | 17           | Lafour en Wijk                                            |      |
| De Prisma                                          | 50 m     | 2010        | 15           | NL Architects                                             |      |
| De Woldring Locatie                                | ca. 50 m | 2019        | 15           | Urban Climate Architects                                  |      |

## Gesloopt
De hoogste constructie die in de recente tijd in Groningen heeft gestaan was de Hunzecentrale, waarvan de vijf pijpen een hoogte hadden van 124 meter. De pijpen van dit gebouw werden opgeblazen in 1998. De hoogste constructie in de stad Groningen is sinds 2006 met 132 meter de zendmast aan het Winschoterdiep. Daarvoor was de schoorsteen van het Suiker Uniecomplex met 100 meter het hoogst. De hoogste constructie van de provincie is de Eemscentrale met 135 meter nabij de Eemshaven.
Ook de kantoorflats van o.a. de Belastingdienst aan de Engelse Kamp waren in het oog springende torens van 58 meter hoog.

## Plannen
Begin 21e eeuw werden plannen gepresenteerd voor een 150 meter hoge Emmatoren. Verder dan een maquette is het echter nooit gekomen.